# Famalicão (filme)
Famalicão é um documentário de Manoel de Oliveira, lançado em 1941.